# San Clemente (Córdova)
San Clemente (Córdoba) é uma comuna da província de Córdoba, na Argentina.